# Georgische Beteiligung am Krieg in Afghanistan
Die Beteiligung Georgiens am Krieg in Afghanistan begann im September 2004. Die Streitkräfte Georgiens beteiligten sich anfangs mit wenigen Soldaten an der  ISAF-Mission. Seit November 2009 hat Georgien allerdings über tausend Soldaten hauptsächlich in den afghanischen Provinzen Nimrus und Helmand im Einsatz und plant 2012 weitere Soldaten dorthin zu verlegen.
Am 14. Februar 2005 unterzeichnete Georgien den Vertrag Partnerschaft für den Frieden, der die militärische Zusammenarbeit zwischen der NATO und europäischen sowie asiatischen Nicht-NATO-Staaten regelt. Georgien wünscht in die NATO eintreten zu dürfen. 

## Einsatz
Bis zum 6. Juni 2013 sind in Afghanistan 27 Soldaten der georgischen Streitkräfte zu Tode gekommen.

## Geschichte
Im September 2004 waren zur Absicherung der afghanischen Präsidentenwahlen 50 georgische Soldaten unter deutschem Kommando im Norden Afghanistans im Einsatz.
Bis zum Kaukasuskrieg im August 2008 hatte Georgien bis zu etwa 2.000 Soldaten im Irak im Einsatz gehabt, die zur Unterstützung der eigenen Truppen dann aber innerhalb weniger Tage zurückverlegt wurden. Im November 2009 beteiligte sich Georgien an der ISAF-Mission mit knapp 200 Soldaten in Kabul im Camp Warehouse unter französischen Kommando und im litauischen PRT in der Stadt Tschaghtscharan. Ab April 2010 stieg die Anzahl der georgischen Soldaten auf über 900 Soldaten, da etwa 750 Soldaten in die Provinz Helmand unter US-amerikanischem Kommando verlegt wurden,  mit der Zusage im Jahr 2012 weitere Soldaten im Umfang eines Bataillons in Afghanistan zu stationieren. Die georgischen Soldaten waren bei mehreren Kampfeinsätzen im Einsatz gewesen.

## Diverses
Die NATO dachte 2010 über eine nördliche Transportroute nach Afghanistan nach, die entweder durch Russland führen würde oder, beginnend bei der georgischen Hafenstadt Poti, über Georgien, Aserbaidschan, Kasachstan und Usbekistan verlaufen könnte.